# Pesa Dart
Pesa Dart (typ 43WE, seria ED161) – elektryczny zespół trakcyjny przeznaczony dla ruchu dalekobieżnego produkcji zakładów Pojazdy Szynowe Pesa Bydgoszcz. W latach 2014–2016 wybudowano 20 takich składów dla PKP Intercity. Pojazdy te wprowadzono do ruchu 29 grudnia 2015 w rozkładzie jazdy 2015/2016 w ramach kategorii InterCity.

## Historia

### Geneza
W 2004 roku w Pesie powstał pierwszy EZT – Mazovia (seria EN95) dla Warszawskiej Kolei Dojazdowej. W kolejnych latach Pesa sukcesywnie zwiększała gamę oferowanych przez siebie zespołów elektrycznych: w 2005 roku powstał Acatus (seria ED59), a w 2007 Bydgostia (seria ED74). W 2010 roku powstał pierwszy 4-członowy Elf, a w kolejnych latach w ramach rodziny Elf powstały jednostki 2-, 3-, 4- i 6-członowe przeznaczone do obsługi przewozów aglomeracyjnych i regionalnych. Producent przewidywał w ramach rodziny Elf również pojazdy o innych długościach i przeznaczeniu, w tym 8-członową wersję dedykowaną ruchowi dalekobieżnemu, jednakże w przetargu dla PKP Intercity Pesa zaproponowała pojazdy z nowej rodziny o nazwie Dart.

### Realizacja zamówienia

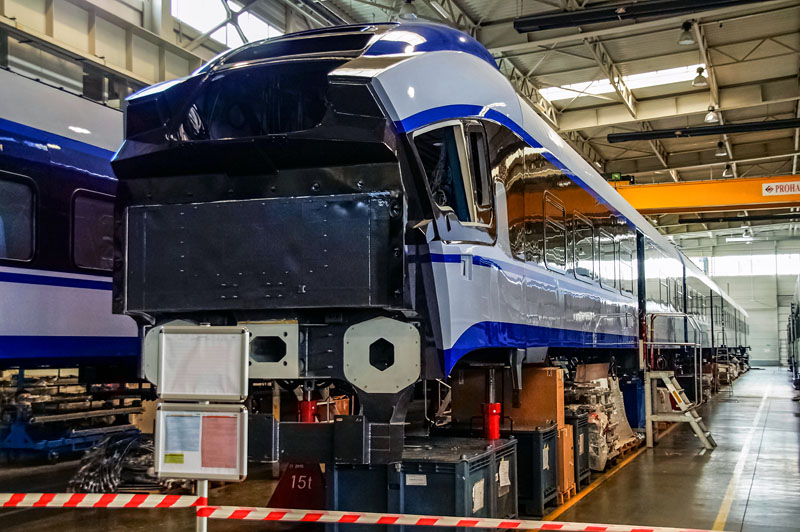
ED161-005 w trakcie produkcji

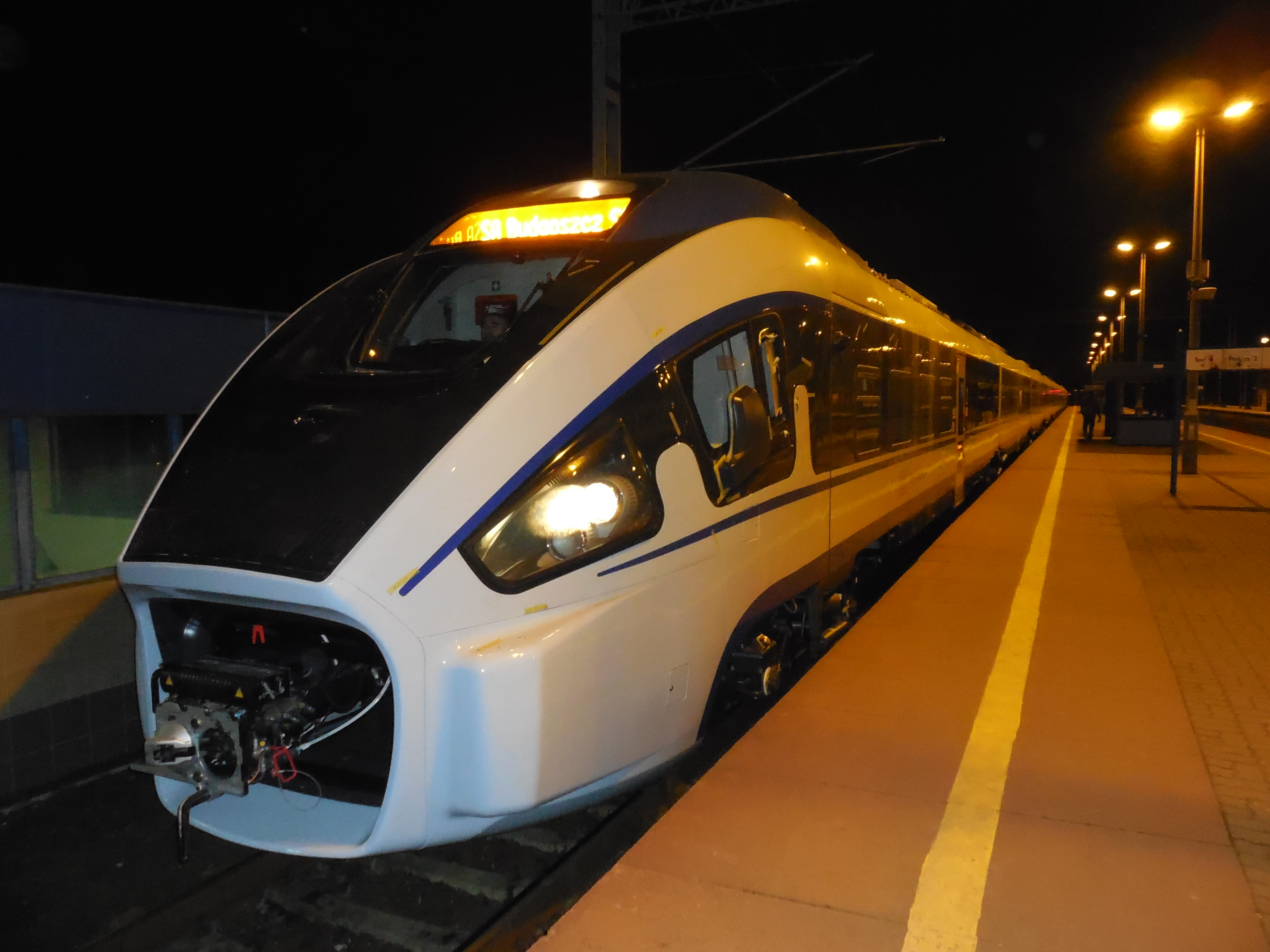
ED161-010 podczas testów

W kwietniu 2014 Narodowe Centrum Badań i Rozwoju przyznało Pesie 7 mln zł dotacji na opracowanie prototypu Darta, a 23 maja PKP Intercity podpisało z producentem umowę na dostawę i 15-letni serwis 20 takich pojazdów. W ich projektowaniu ze strony Pesy wzięli udział: szef projektu Bartosz Piotrowski odpowiedzialny za sylwetkę zewnętrzną i wnętrze, Jakub Gołębiewski również odpowiedzialny za wnętrze, Mariusz Gorczyński będący autorem koncepcji kabiny i Miłosz Pszczóliński. Zespół ten został wsparty przez projektantów Kaniewski Design, którzy mieli swój wkład w część pasażerską oraz opracowali strefę barową.
Pierwotne plany producenta zakładały wykonanie pierwszego prototypowego egzemplarza do końca 2014, ale ostatecznie pierwszy dart był kompletny w połowie maja 2015 i wtedy też rozpoczął testy na trasach w okolicach Bydgoszczy. Podczas tych testów skład na odcinku Bydgoszcz – Warlubie osiągnął swoją maksymalną prędkość wynoszącą 160 km/h. W nocy z 22 na 23 maja przejechał na tor doświadczalny Instytutu Kolejnictwa koło Żmigrodu, gdzie rozpoczęto jego badania homologacyjne. 30 maja 2015 podczas testów na Centralnej Magistrali Kolejowej pojazd osiągnął prędkość 204 km/h. W połowie czerwca zespół był testowany w okolicach Grybowa. 18 czerwca na torze IK odbyła się prezentacja składu dla dziennikarzy, natomiast na początku lipca rozpoczęto na nim testy drugiej jednostki.
23 lipca 2015 umowa zakupu dartów została aneksowana. Również w drugiej połowie lipca 2015 PKP Intercity poinformowało, że część środków finansowych uzyskanych ze sprzedaży PKP Energetyka zasili konto przedsiębiorstwa i planowane jest ich wykorzystanie do zakupu kolejnych 10 dartów. W połowie września podano, że kupno dodatkowych pociągów jest tylko jedną z kilku możliwości i skorzystanie z opcji zapisanej w zawartej z producentem umowie nie jest pewne.
Na początku września 2015 podano, że Dart będzie mieć swoją premierę na targach Trako. Przed targami producent złożył do Urzędu Transportu Kolejowego wniosek o dopuszczenia pojazdu do eksploatacji, a 22 września, pierwszego dnia targów, o godz. 13.00 odbyła się oficjalna prezentacja jednostki ED161-004. Kolejne pokazy tego zespołu miały miejsce 3 października na dworcu w Lublinie, dzień później w Dęblinie oraz 10 października w Bydgoszczy podczas oficjalnego otwarcia nowego dworca.
W pierwszym tygodniu października 2015 UTK otrzymał pismo od kancelarii prawnej Euro Legista wnoszącej o weryfikację wniosku złożonego przez Pesę. Przypuszczano, że producent na testy poprzedzające homologację dostarczył pojazd różniący się konstrukcyjne i pod względem wyposażenia od pojazdów seryjnych w celu osiągnięcia zapisanej w ofercie mniejszej masy, która była jednym z kryteriów w przetargu na zakup jednostek. Pesa natomiast prezentowała stanowisko, że skład został zważony przez Instytut Kolejnictwa i jego masa była poprawna. Ponadto producent zapewnił, że zgodnie z podpisaną umową wszystkie 20 sztuk zostanie dostarczonych do grudnia 2015, natomiast zgodnie z aneksem do umowy procedura odbioru i homologacji pierwszego egzemplarza potrwa do 30 października 2015. Ostatecznie 30 października pierwszy dart faktycznie został dopuszczony do eksploatacji.
Na początku listopada 2015 Newag złożył do prokuratury zawiadomienie dotyczące podejrzenia sprowadzenia przez zarząd PKP Intercity SA bezpośredniego niebezpieczeństwa wyrządzenia znacznej szkody majątkowej w mieniu spółki PKP Intercity w związku z aneksem podpisanym w lipcu 2015.
2 grudnia 2015 UTK dopuścił do eksploatacji 8 pojazdów, a PKP Intercity odebrało pierwszy skład – ED161-004. 17 grudnia przewoźnik zawarł z producentem porozumienie w sprawie płatności za nieterminowe dostawy pojazdów, które zostało zaakceptowane przez Centrum Unijnych Projektów Transportowych. Postanowiono w nim, że Pesa dostarczy dopuszczone przez UTK pociągi do końca 2015, po czym PKP Intercity zabezpieczy środki finansowe na depozycie i zostaną one uwolnione dopiero po przeprowadzeniu testów dostarczonych pojazdów i stwierdzeniu ich gotowości do eksploatacji. Ukończonych było wówczas 12 dartów, z których dwa o numerach 003 i 006 odebrano. Pierwszy odebrany przez przewoźnika skład, który przez dwa tygodnie oczekiwał na stacji Warszawa Grochów, rozpoczął natomiast pierwszą jazdę próbną w kierunku Białegostoku. Kolejnego dnia miała tam miejsce jego prezentacja. Do 23 grudnia na stan przewoźnika przyjętych zostało łącznie 5 dartów, a tydzień później odebrano 6. egzemplarz oraz ukończono produkcję wszystkich zamówionych jednostek. Do końca 2015 PKP Intercity dokonało odbioru końcowego 7 pojazdów oraz odbioru warunkowego pozostałych 13 składów.
W pierwszych dniach stycznia 2016 odebrano 8. darta, a w kolejnym tygodniu następne dwie jednostki. 19 stycznia na stanie PKP IC było 11 jednostek, dzień później 12, 25 stycznia 15, 3 lutego 17, a 11 lutego 18. 5 marca przewoźnik odebrał ostatni, 20. pojazd.
Ze względu na opóźnienia w dostawach, PKP IC na początku 2016 zamierzało naliczyć Pesie kary umowne wynoszące 0,2% wartości pojazdu za każdy dzień zwłoki. 8 marca przewoźnik poinformował, że kwestia kar zostanie rozstrzygnięta w arbitrażu. Dokładna wartość naliczonych kar została objęta tajemnicą, ale oszacowano wówczas, że może ona wynosić od 50 do 70 mln zł, co przekracza wartość jednego pojazdu.
W nocy z 14 na 15 i z 15 na 16 listopada 2016 pojazd ED161-020 przeszedł pomyślnie testy certyfikujące ETCS poziomu drugiego, które miały miejsce na odcinku Miłkowice – Chojnów na linii nr 282 na trasie E 30.
23 maja 2017 upłynął okres 3 lat, w którym PKP Intercity mogło zamówić dodatkowych 10 Dartów. Przewoźnik do tego dnia nie złożył zamówienia uzupełniającego.

## Konstrukcja

### Nadwozie
Nadwozie, wykonane z elementów stalowych wysokiej wytrzymałości i kompozytowych, spełnia założenia normy EN 15227 (czterech scenariuszy zderzeń). Elementy bezpieczeństwa stanowią: klatka bezpieczeństwa kabiny maszynisty, aluminiowy blok o strukturze plastra miodu, absorbery energii i zgarniacz. Dart jest 8-członowy i ma 8 par drzwi o szerokości 90 cm znajdujących się w centralnych punktach wszystkich członów.
Początkowo pojazdy były wyposażone w ręcznie demontowane osłony sprzęgu, które całkowicie go osłaniały. Przed przekazaniem odbiorcy pierwszego egzemplarza zrezygnowano z tego rozwiązania na rzecz ramki, która tylko częściowo osłania sprzęg.

### Wnętrze

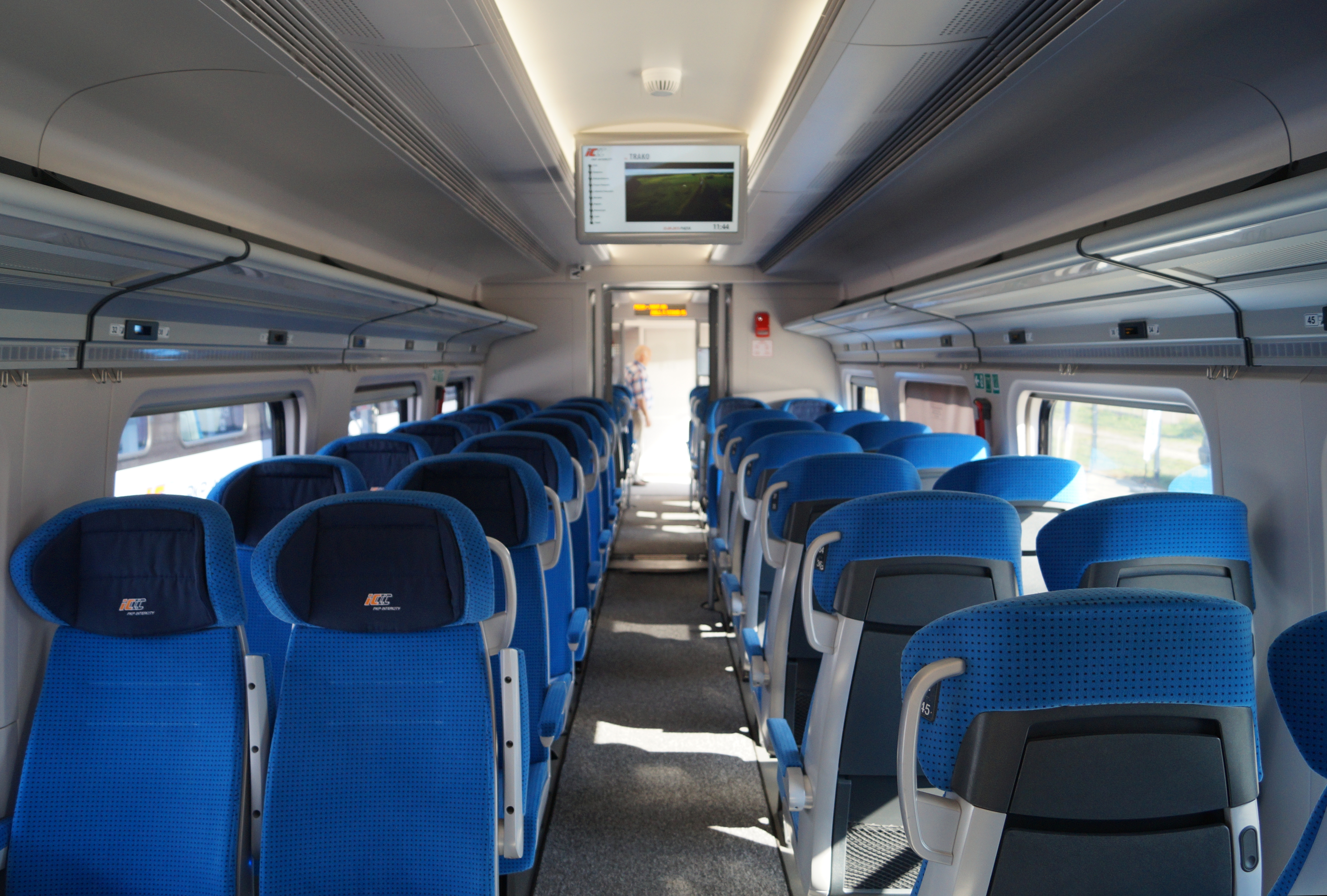
Przedział 2. klasy

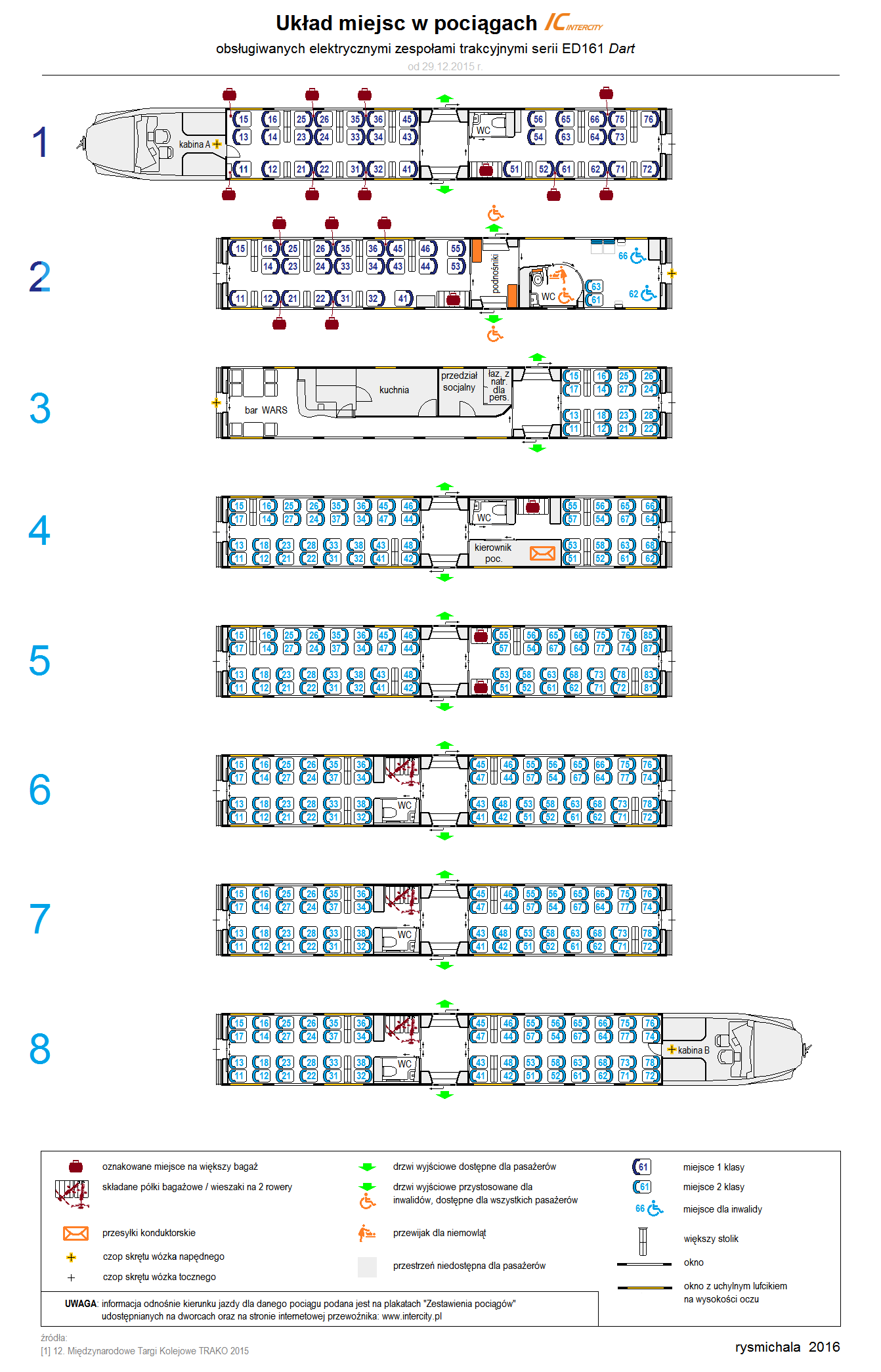
Układ miejsc w pociągu

Wnętrze pojazdu nie jest jednoprzestrzenne – wydzielono przedziały dla podróżnych, przedsionki, część barową i przedział dla obsługi. Podłoga przestrzeni pasażerskiej jest na jednej wysokości – 1220 mm nad poziomem główki szyny (z wyjątkiem rejonu wejść gdzie jest na wysokości 760 mm), a skład jest dostosowany do podróżowania osób o obniżonej sprawności ruchowej – ma windy, miejsca dla wózków i przystosowaną toaletę.
W przedziałach drugiej klasy znajdują się 292 miejsca w układzie 2+2, a w tych pierwszej klasy 60 miejsc w układzie 2+1. W części barowej znajdują się kuchnia i zaplecze gastronomiczne oraz 3 stoliki: 1 stolik 4-osobowy i 2 stoliki jednoosobowe (projekt przedsięwzięcia zakłada także podawanie posiłków bezpośrednio do części pasażerskiej). Obok części barowej znajduje się przedział dla obsługi pociągu, w którym znajduje się łóżko i toaleta z prysznicem.
We wnętrzu składów wydzielono miejsce na rowery (6 stojaków), dodatkową przestrzeń na bagaż, w sumie 7 toalet w systemie zamkniętym (jedna dla obsługi i 6 dostępnych dla podróżnych – jedna z nich dla osób o ograniczonej możliwości poruszania się), wyposażonych w przewijaki dla niemowląt. Ponadto zainstalowano klimatyzację, gniazdka elektryczne dla podróżnych, monitoring oraz elektroniczny system informacji pasażerskiej. Pojazdy są przystosowane do montażu wi-fi oraz urządzeń wzmacniających sygnał telefonii komórkowej. W składach znajdują się siedzenia niemieckiej firmy Kiel, które są odchylane oraz wyposażone w rozkładany stolik, siatkę na gazety i podnóżek.
| Człon | Liczba miejsc | Liczba miejsc | Liczba miejsc           | Liczba miejsc       | Toaleta | Toaleta                 | Stojące półki bagażowe | Inne              |
| Człon | 2. kl.        | 1. kl.        | przewóz osób na wózkach | wagon restauracyjny | zwykła  | przewóz osób na wózkach | Stojące półki bagażowe | Inne              |
| ----- | ------------- | ------------- | ----------------------- | ------------------- | ------- | ----------------------- | ---------------------- | ----------------- |
| 1     |               | 36            |                         |                     | 1       |                         | 1                      |                   |
| 2     | 2             | 24            | 2                       |                     |         | 1                       | 1                      |                   |
| 3     | 16            |               |                         | 7                   |         |                         |                        | przestrzeń barowa |
| 4     | 48            |               |                         |                     | 1       |                         | 1                      |                   |
| 5     | 60            |               |                         |                     |         |                         | 2                      |                   |
| 6     | 56            |               |                         |                     | 1       |                         | 1                      | przewóz rowerów   |
| 7     | 56            |               |                         |                     | 1       |                         | 1                      | przewóz rowerów   |
| 8     | 56            |               |                         |                     | 1       |                         | 1                      | przewóz rowerów   |
| Suma  | 294           | 60            | 2                       | 7                   | 5       | 1                       | 8                      |                   |

### Napęd i sterowanie

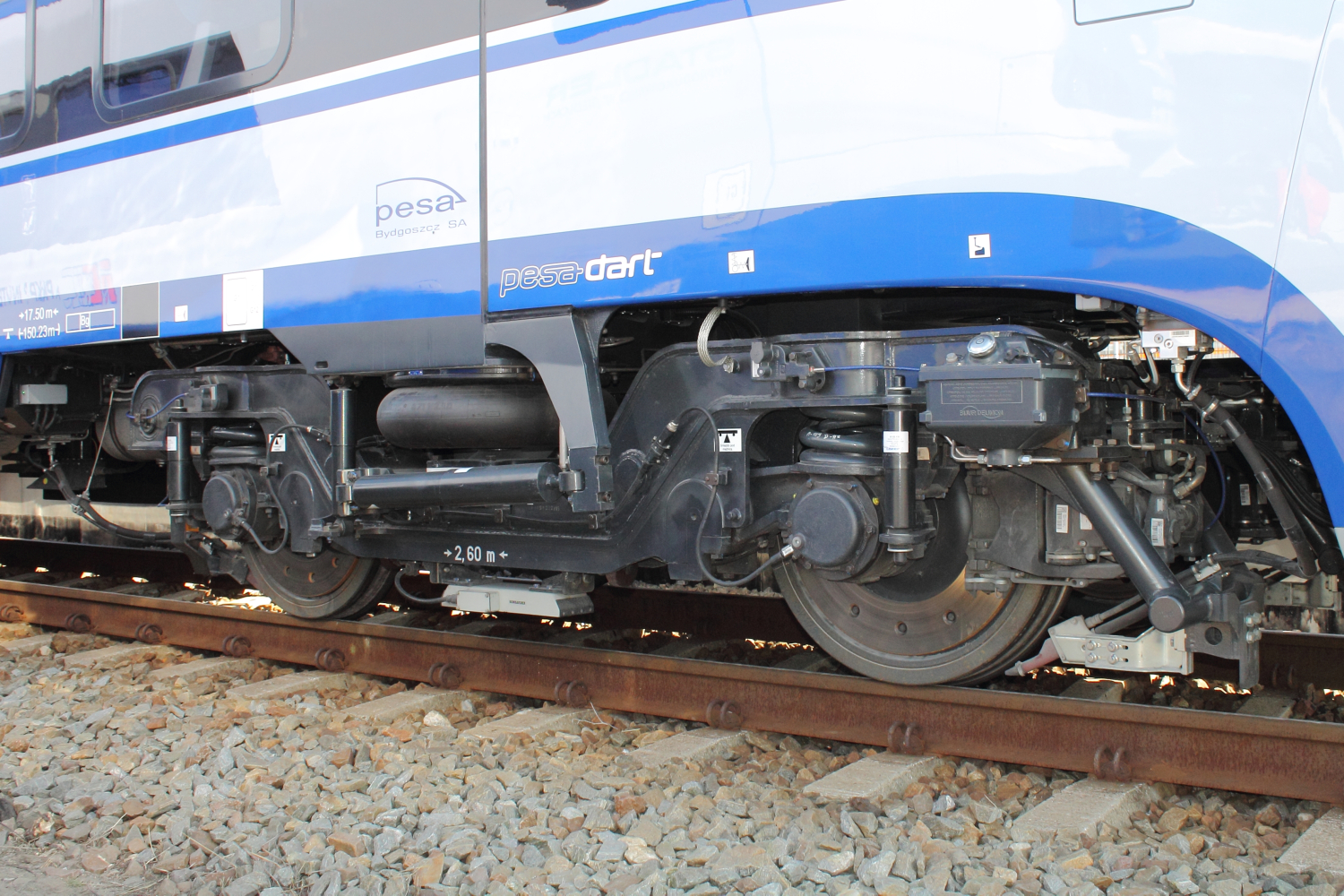
Skrajny wózek napędny typu 39MN

Dart dla PKP IC jest oparty na 9 wózkach. Skrajne są wózkami napędnymi typu 39MN, a środkowe są wózkami Jakobsa. Trzeci wózek jest wózkiem napędnym typu 40MN. Pozostałe wózki środkowe są wózkami tocznymi typu 40MNT. Napęd stanowi 6 silników trakcyjnych o mocy 400 kW każdy, co daje łączną moc jednostki wynoszącą 2400 kW.
Darty dla PKP IC są dostosowane do prędkości 160 km/h, jednakże producent przewiduje budowę EZT z platformy Dart dostosowanych do wyższych prędkości – 230 km/h. Jeden z egzemplarzy dla PKP IC osiągnął prędkość 204 km/h w czasie testów, ale nie oznacza to gotowości do pracy przy prędkościach większych niż 160 km/h w regularnej eksploatacji, głównie z powodu zbyt małej liczby wózków napędnych oraz zbyt małej mocy falowników. Pojazdy przystosowane są do trakcji wielokrotnej do 2 pojazdów i są wyposażone w system sterowania ERTMS poziom 2. W celu zmniejszenia hałasu wewnątrz, falowniki znajdują się na dachu pojazdu.

## Eksploatacja
Od grudnia 2015
     Od stycznia 2016
     Od kwietnia 2016
     Od czerwca 2017
| Państwo | Przewoźnik    | Liczba sztuk | Rozpoczęcie eksploatacji |
| ------- | ------------- | ------------ | ------------------------ |
| Polska  | PKP Intercity | 20           | 29 grudnia 2015          |

Trasy dartów PKP IC:
Od grudnia 2015
Od stycznia 2016
Od kwietnia 2016
Od czerwca 2017

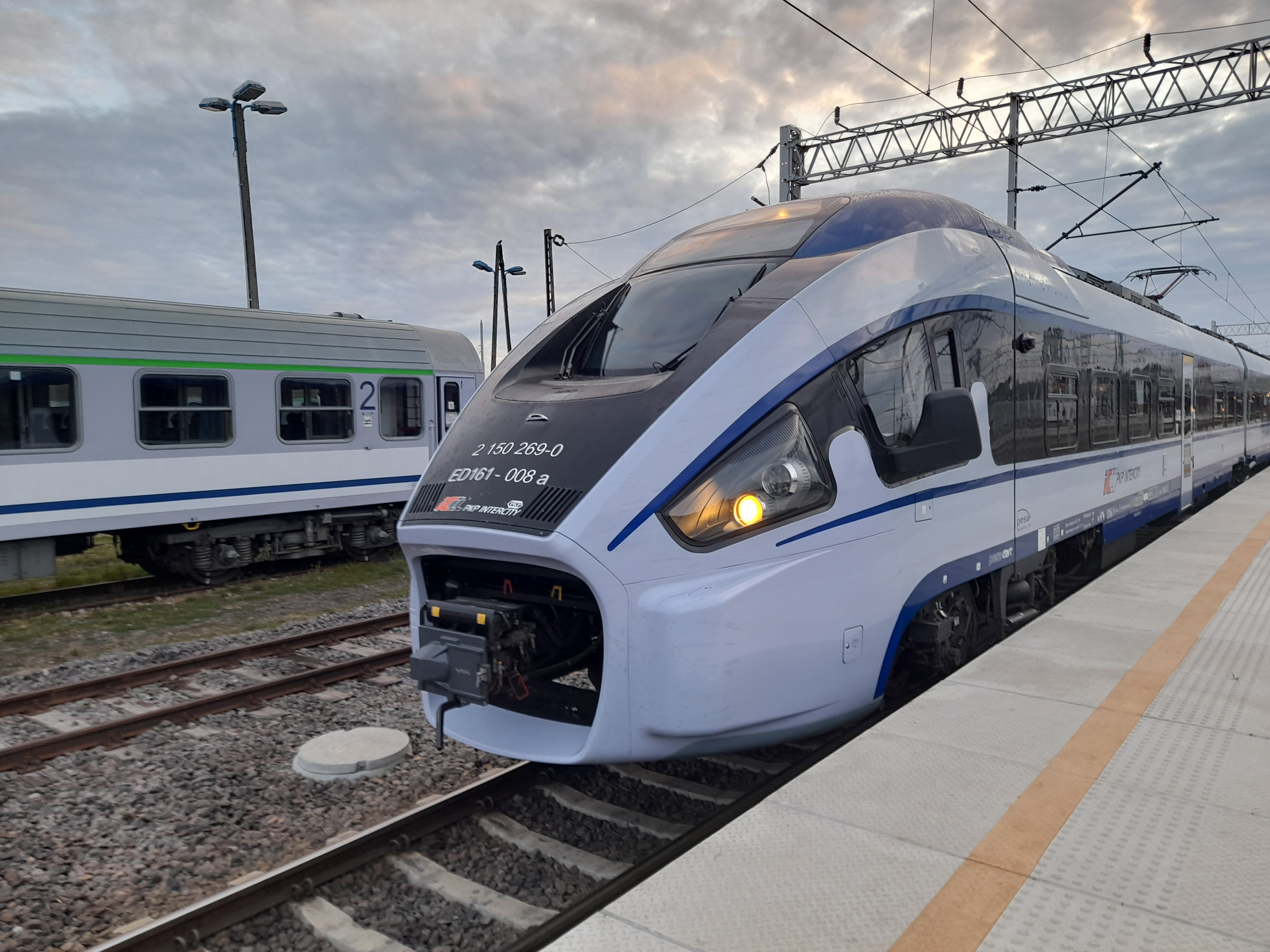
ED161-008 na stacji Lublin Główny.

W 2014 PKP Intercity zamówiło 20 dartów wraz z usługą utrzymania do poziomu P4 przez 15 lat. Pojazdy te zakupiono z myślą o połączeniach Warszawy z: Wrocławiem (przez Łódź z możliwością wydłużenia części kursów do Jeleniej Góry), Bielskiem-Białą (z możliwością wydłużenia części kursów do Wisły lub Zakopanego), Lublin (z możliwością wydłużenia części kursów do Chełma) i Białegostoku. Pierwsze jednostki tej serii planowano włączyć do eksploatacji wraz ze zmianą rozkładu jazdy w połowie grudnia 2015.
We wrześniu 2015 ukończono budowę hali do obsługi dartów na terenie ZNTK „Mińsk Mazowiecki”.
Na początku grudnia 2015 przewoźnik poinformował, że żaden z dartów nie wyjedzie na trasy 13 grudnia wraz ze zmianą rozkładu jazdy. W połowie tego miesiąca podano, że jest szansa na debiut liniowy tych pojazdów do końca 2015.
Darty zostały włączone do rozkładu jazdy 2015/2016 w ramach kategorii InterCity. 29 grudnia 2015 jednostka ED161-004 zadebiutowała na trasie z Warszawy Zachodniej do Lublina, a dzień później jeden z dartów rozpoczął kursowanie z Warszawy do Białegostoku. 9 stycznia 2016 darty obsłużyły pierwsze połączenia Warszawa Wschodnia – Wisła Głębce i Białystok – Bielsko-Biała, a 11 stycznia Warszawa Wschodnia – Katowice i Lublin – Katowice. 23 stycznia darty rozpoczęły kursowanie na trasie Warszawa Wschodnia – Wrocław Główny. W ruchu było wówczas 7 pojazdów. W ciągu pierwszego miesiąca eksploatacji darty wykonały 247 kursów, podczas których przejechały ponad 69 000 km oraz przewiozły blisko 45 000 pasażerów.
30 stycznia 2016 darty wyjechały na trasę Lublin – Wrocław. 21 marca w ruchu było 13 jednostek. 5 kwietnia natomiast podano, że kursy z pasażerami wykonuje 15 dartów, zaś 5 pozostałych stanowi rezerwę. Dostępność pojazdów wynosiła wówczas 88,15%.
13 kwietnia 2016 około godz. 17:30 skład ED161-008 wykoleił się jedną osią podczas manewrów bez pasażerów na zamkniętej wykolejnicy na stacji Katowice. W nocy około godz. 3:00 pojazd został wkolejony przez PKP PLK, a całe zdarzenie nie miało wpływu na ruch pociągów. 30 kwietnia uruchomiono połączenie Białystok – Jelenia Góra obsługiwane dartami.
Od stycznia do sierpnia 2016 darty wykonały łącznie 5552 kursy. Ponad 300 z nich było opóźnionych o ponad 10 minut, zaś około 120 o ponad 30 minut. Z tego też względu pojazdy były uznawane za awaryjne. Najczęstszymi usterkami były awarie systemu informującego o zamknięciu drzwi oraz brak łączności między sprzęgniętymi jednostkami.
Pod koniec września 2016 skład ED161-005 skrócony o trzy człony został wystawiony na targach InnoTrans w Berlinie. W jego wnętrzu producent zamontował kilka rozwiązań, które nie znalazły się wśród wyposażenia fabrycznego – system wskazania zajętości miejsc, interaktywny stół Pesa Smart Travel i lustro w toalecie z dynamiczną informacją pasażerską. Ponadto na jednym z czół składu zamontowano pokrywę sprzęgu, która przy demontażu wymaga zwolnienia blokady zamiast odkręcania śrub.
Na początku października 2016 przewoźnik poinformował, że wraz z wprowadzeniem nowego rozkładu jazdy 11 grudnia chciałby zwiększyć do 160 km/h maksymalną prędkość kursowania dartów, która wynosiła wówczas 130 km/h.
11 grudnia 2016, wraz z otwarciem nowego dworca Łódź Fabryczna, część dartów została skierowana do jego obsługi.
29 grudnia 2016 przewoźnik poinformował, że z przyczyn technicznych 10 pociągów obsługiwanych dartami zostanie obsłużonych składami wagonowymi. Producent pojazdów podał, że usterki dotyczą dławika w układzie napędowym kilku jednostek. Wadliwy sprzęt był wówczas sukcesywnie wymieniany i przewidywano powrót wszystkich dartów do służby na przełomie 2016/2017.
11 czerwca 2017 darty miały rozpocząć obsługę weekendowego połączenia IC Inka relacji Warszawa – Zwardoń oraz codziennych TLK Wysocki Warszawa – Racibórz i IC Wit Stwosz Kraków Płaszów – Terespol. Ostatecznie Inka początkowo była obsługiwana tradycyjnym składem złożonym z lokomotywy i wagonów, a dopiero kilka dni później połączenie zostało po raz pierwszy obsłużone dartem. Jednocześnie z rozpoczęciem obsługi nowych połączeń zaprzestano obsługi linii do Lublina, ze względu na jej całkowite zamknięcie związane z remontem.
10 grudnia 2017 darty rozpoczęły obsługę połączeń nocnych.
W ciągu pierwszych 3 lat służby pojazdy przewiozły 11,5 mln pasażerów i przejechały 13,2 mln km.
15 grudnia 2019 darty, wraz z wprowadzeniem nowego rozkładu jazdy, rozpoczęły obsługę trasy Łódź Fabryczna – Warszawa Lotnisko Chopina. 17 marca 2020 ze względu na pandemię COVID-19 i związane z nią ograniczenia w ruchu lotniczym zaprzestano obsługi tej trasy. W okresie od 20 marca do 5 kwietnia darty wraz z flirtami były wykorzystywane w akcji #LOTdoDomu, w ramach której rozwożono po Polsce osoby, które wróciły z zagranicy po zamknięciu granicy ze względu na pandemię.
W czerwcu 2021 roku Darty zostały dodatkowo skierowane do obsługi połączeń z Warszawy do Bydgoszczy.

## Nagrody i wyróżnienia
- 2015 – nagroda główna SITK RP im. prof. Czesława Jaworskiego w kategorii Pojazdy podczas targów Trako[95]
- 2016 – nagroda iF Design Award[96]